# Tiến Xuân
Tiến Xuân là một xã thuộc huyện Thạch Thất, thành phố Hà Nội, Việt Nam.

## Địa lý
Xã Tiến Xuân nằm ở phía tây nam huyện Thạch Thất, có vị trí địa lý:
- Phía đông giáp xã Thạch Hòa và huyện Quốc Oai
- Phía tây giáp xã Yên Bình và tỉnh Hòa Bình
- Phía nam giáp huyện Quốc Oai và tỉnh Hòa Bình
- Phía bắc giáp xã Yên Bình và xã Thạch Hòa.

Xã có diện tích 34,58 km², dân số năm 2021 là 7.606 người, mật độ dân số đạt 220 người/km².

## Lịch sử
Dưới thời Nguyễn, vùng đất xã Tiến Xuân hiện nay thuộc tổng Dã Cát, huyện Mỹ Lương, phủ Quốc Oai, tỉnh Sơn Tây. Đến thời Pháp thuộc, tỉnh Hòa Bình được thành lập, hai xã Bằng Lộ và Đào Lãng thuộc tổng Dã Cát được sáp nhập về châu Lương Sơn, tỉnh Hòa Bình.
Sau Cách mạng Tháng Tám, hai xã Bằng Lộ và Đào Lãng hợp nhất thành xã Tiến Xuân thuộc huyện Lương Sơn. Tháng 10 năm 1948, xã Tiến Xuân được chuyển về huyện Kỳ Sơn.
Ngày 22 tháng 1 năm 1957, Ủy ban kháng chiến hành chính Liên khu 3 ban hành quyết định chia xã Tiến Xuân thành hai xã Tiến Xuân và Đông Xuân. Ngày 27 tháng 2 năm 1961, xã Tiến Xuân được chuyển trở lại huyện Lương Sơn theo Quyết định số 31-CP của Hội đồng Chính phủ.
Ngày 21 tháng 4 năm 1965, Ủy ban Thường vụ Quốc hội ban hành Quyết định 103-NQ-TVQH. Theo đó, sáp nhập xã An Hòa thuộc huyện Thạch Thất, tỉnh Sơn Tây vào xã Tiến Xuân.
Ngày 1 tháng 8 năm 2008, xã Tiến Xuân tách ra khỏi huyện Lương Sơn và sáp nhập vào thành phố Hà Nội theo Nghị quyết số 15/2008/QH12 của Quốc hội.
Ngày 8 tháng 5 năm 2009, Chính phủ ban hành Nghị quyết số 19/NQ-CP. Theo đó, chuyển toàn bộ 3.457,74 ha diện tích tự nhiên và 6.606 người của xã Tiến Xuân vào huyện Thạch Thất quản lý.